# Падевский, Станислав
Стани́слав Паде́вский (пол. Stanisław Padewski OFMCap, 18 сентября 1932, Новая Гута, Тарнопольское воеводство — 29 января 2017) — католический прелат, первый епископ харьковский-запорожский с 4 мая 2002 года по 19 марта 2009 год, член монашеского ордена капуцинов.

## Биография
После Второй мировой войны вместе со семьёй был переселён в Польшу. 27 августа 1949 года вступил в монашеский орден капуцинов. В 1953 году принял вечные монашеские обеты. 24 февраля 1957 года был рукоположен в священника епископом Станиславом Роспондом. В 1966 году закончил Ягеллонский университет в Кракове. В 1988 году приехал на Украину. Был настоятелем в Виннице.
13 апреля 1995 года Римский папа Иоанн Павел II назначил Станислава Падевуского вспомогательным епископом епархии Каменца-Подольского и титулярным епископом Тигиаса. 10 июня 1995 года состоялось рукоположение Станислава Падевского в епископа, которое совершил апостольский нунций на Украине архиепископ Антонио Франко в сослужении с львовским архиепископом Марианом Яворским и епископом Каменец-Подольского Яном Ольшанским.
10 октября 1996 года был назначен вспомогательным епископом львовской архиепархии. 4 мая 2002 года Римский папа Иоанн Павел II учредил харьковско-запорожскую епархию и назначил Станислава Падевского её первым епископом.
19 марта 2009 года подал в отставку.